# Sinagoga New West End di Londra

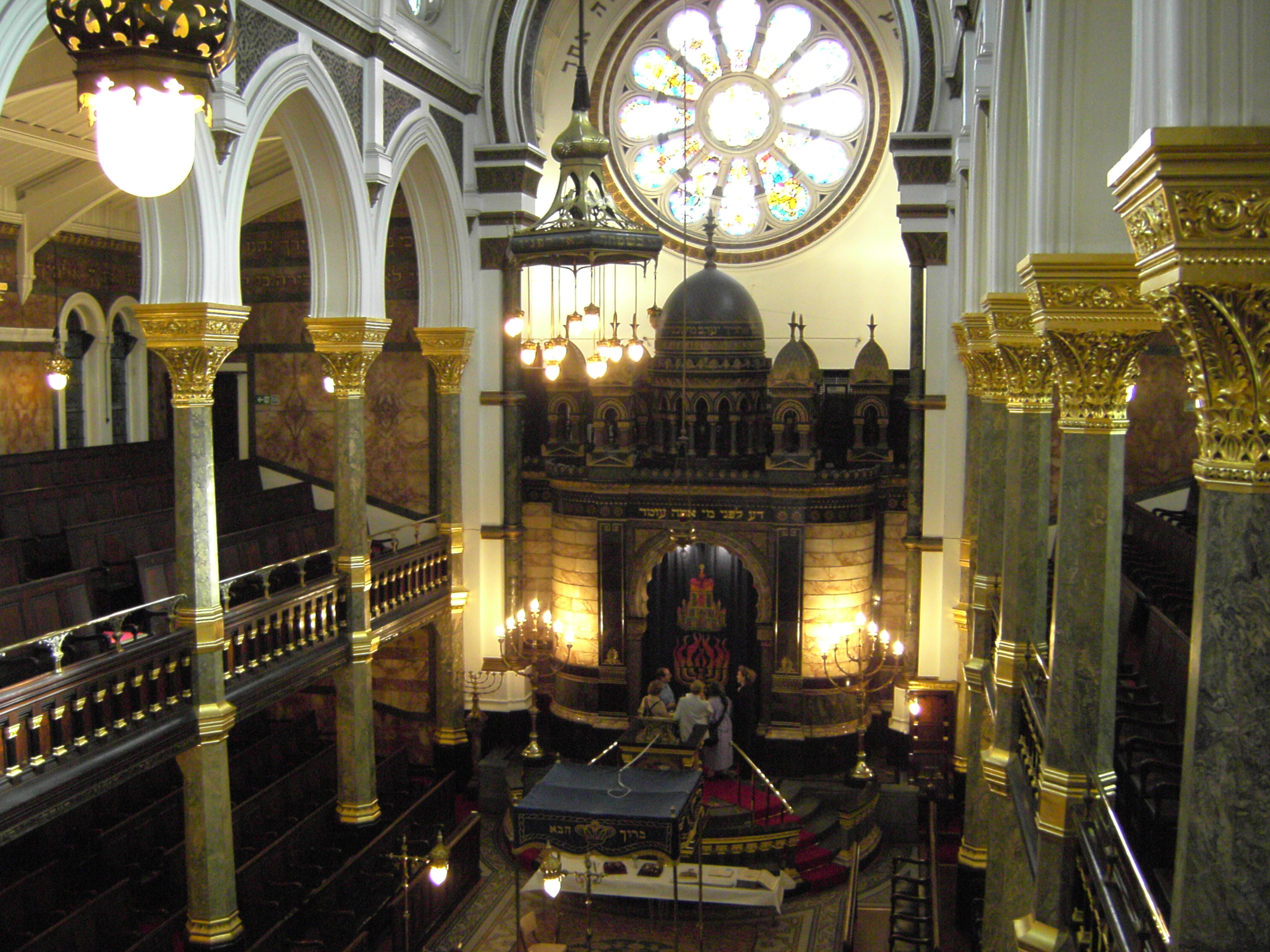
L'interno

La sinagoga New West End di Londra, costruita tra il 1877 e il 1879, di rito sefardita, è una delle sinagoghe storiche della città di Londra, dopo la sinagoga Bevis Marks (1701), la Sinagoga grande di Londra (1790, oggi scomparsa), e la sinagoga Sandys Row (1867).

## La costruzione
La sinagoga New West End, così chiamata dal quartiere di Londra dove sorge, fu una delle prime sinagoghe monumentali ad essere edificato in Inghilterra. La comunità sefardita di Londra era molto cresciuta in numero e prestigio e molte famiglie ebree si erano trasferite nei nuovi quartieri del New West End. La sinagoga Bevis Marks di Londra, costruita nel 1701 nel centro cittadino, era ormai insufficiente a soddisfare da sola ai bisogni della comunità londinese.
Il progetto fu affidato agli architetti George Ashdown Audsley e Nathan S. Joseph. La prima pietra fu posta il 7 giugno 1877 da Leopold de Rothschild alla presenza del rabbino capo Marcus Nathan Adler. L'edificio fu inaugurato ufficialmente il 30 marzo 1879.
L'edificio presenta molte somiglianze con la sinagoga Princes Road di Liverpool, precedentemente progettato dallo stesso architetto, George Ashdown Audsley.
L'esterno dell'edificio, in mattoni rossi, è costruito in stile neogotico. Il timpano centrale, di circa 77 metri di altezza, è affiancato su entrambi i lati da torri quadrate, alte 94 metri, coronate da tabernacoli aperti e cupolette.
All'interno della sinagoga lo stile neogotico è contaminato da elementi neomoreschi con i matronei posti sulle navate laterali e sulla parete di ingresso, sorretti da colonne che dal pavimento giungono al soffitto disegnando una serie di archi tra il gotico e il moresco. Particolarmente degna di nota è l'arca monumentale, con la sua cupole dorate, progettata come un tempio moresco da Nathan S. Joseph; il suo disegno ricorda da vicino quello dell'Arca da lui progettata per la sinagoga Garnethill di Glasgow.
Sui due estremi della navata centrale, al cui centro è collocata la bimah, si aprono due enormi rosoni che danno luminosità alla navata centrale. Un mosaico di piccole piastrelle adorna il pavimento e le pareti sono decorate con iscrizioni in ebraico di versetti dai Salmi. Circa 800 persone possono trovare posto nei banchi in legno intagliato posti nelle navate laterali e nelle gallerie del matroneo.
Nel 2007 la sinagoga è stata inserita nella lista dei principali monumenti artistici del Regno Unito. Con la sinagoga Bevis Marks e la sinagoga Sandys Row è una delle tre sinagoghe di Londra ad avere questa distinzione.